# クリスティーナ・フェルドマン
クリスティーナ・フェルドマン（Krystyna Feldman, 1920年3月1日 - 2007年1月24日）は、ポーランドを代表する女優。長年に渡り映画、テレビ、舞台で活躍した。

## 来歴
父は俳優フェルエィナンド・フェルドマン、母はオペラ歌手のカタジナ・フェルドマン。
戦後にかけてヨーロッパ映画を中心に活動を続け、晩年まで演技派として高く評価された。80年代以降はハリウッド作品や、娯楽作品にも顔を出すようになったほか、当時84歳で挑んだ2004年の主演作『ニキフォル 知られざる天才画家の肖像』で、ポーランドが生んだ近代から現代絵画の巨匠であり、障害者アートの先駆者ともされる天才老画家ニキフォルの晩年の姿を演じ、日本でも知られた。しかも、女優でありながら男性を演じたこと、更に、ベールに覆われた巨匠ニキフォルの人間性とユーモア溢れる完璧な役作り、緻密な演技は、世界各国からも絶賛され多くの賞を獲得。ひとつの芸術として確立を見ている。

## 出演作品
- 1954年 『セルローザ（回想の一夜）』
- 1968年 『人形』
- 1985年 『イエスタデイ』
- 1987年 『モンローに憧れて』
- 1999年 「ファイヤー・アンド・ソード」
- 2001年 『ぼくの神さま』
- 2004年 『ニキフォル 知られざる天才画家の肖像』

## 受賞歴
- 2004年 グディニャ・ポーランド映画祭最優秀女優賞
- 2005年 カルロヴィ・ヴァリ国際映画祭最優秀女優賞（チェコ）
- 2005年 プネー国際映画祭最優秀女優賞（インド）
- 2005年 バリャドリード国際映画祭最優秀女優賞（スペイン）
- 2005年 シネマニラ国際映画祭最優秀女優賞（フィリピン）
- 2005年 ポーランド映画賞最優秀女優賞